# Parmotrema macleyanum
Parmotrema macleyanum är en lavart som först beskrevs av Johannes Müller Argoviensis, och fick sitt nu gällande namn av Hale. Parmotrema macleyanum ingår i släktet Parmotrema och familjen Parmeliaceae.   Inga underarter finns listade i Catalogue of Life.